# Baufälligkeit

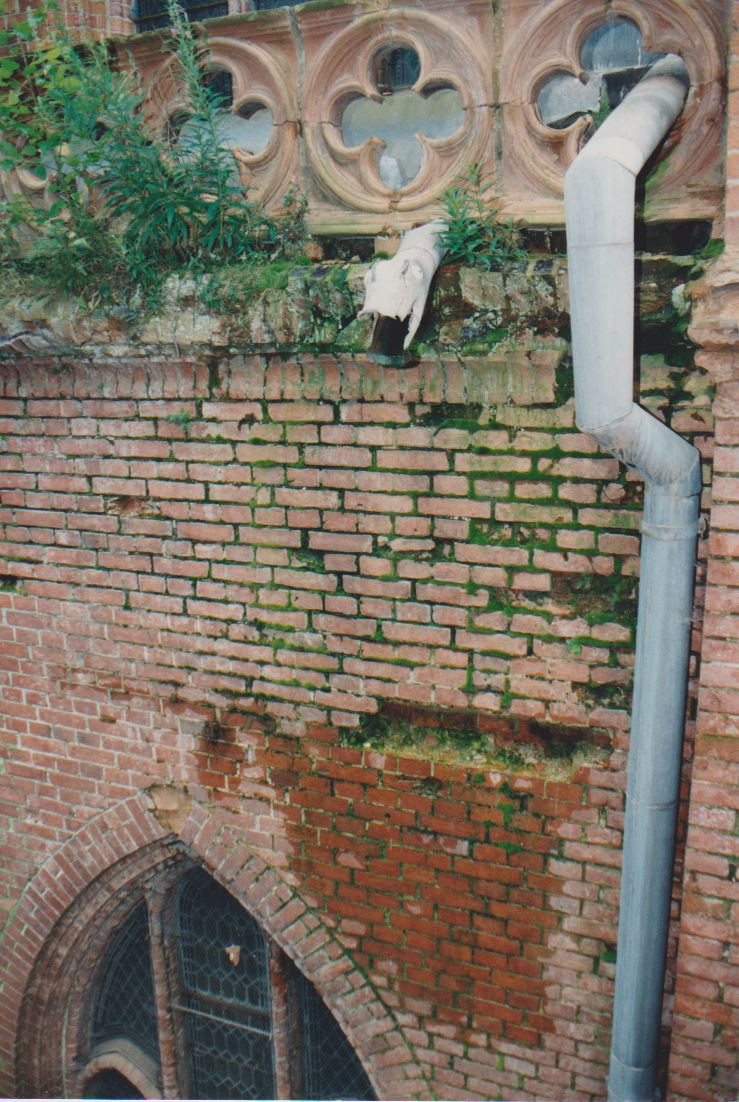
Dobbertiner Klosterkirche (1991)

Baufälligkeit von Bauwerken wird als Begriff meist adjektivisch („baufällig“) benutzt, um Gebäude zu bezeichnen, die in ihrer Bausubstanz derart marode oder geschädigt sind, dass eine gefährdungsfreie Nutzung (wie z. B. Wohnen) dort nicht möglich ist, weil sie einsturzgefährdet sind oder weil ohne unmittelbare Sanierung beispielsweise herabstürzende Gebäudeteile oder Fassadenteile Passanten, Anwohner und Besucher gefährden.